# Demi Lovato: Dancing with the Devil
Demi Lovato: Dancing with the Devil је документарна серија из 2021. о животу и каријери америчког певача, текстописца и глумца, Деми Ловато. Објављена у четири дела на YouTube од 23. марта до 6. априла 2021. године, серија покрива низ тема као што је умало фатално предозирање 2018. године. Представља део седмог студијског албума Dancing with the Devil... the Art of Starting Over. Документарац је назван по песми „Dancing with the Devil”, трећем синглу албума.

## Улоге
- Деми Ловато
- Дијана де ла Гарза, мајка
- Еди де ла Гарза, очух
- Медисон де ла Гарза, сестра
- Далас Ловато, сестра
- Метју Скот Монтгомери, најбољи пријатељ
- , најбоља пријатељица и бивша трезвена сапутница
- Џордан Џексон, бивша асистенткиња
- Скутер Браун, менаџер
- Макс Леа, шеф обезбеђења и начелник службе
- Дани Витале, бивша кореографкиња и креативна директорка
- Глен Нордлингер, пословни менаџер
- Чарлс Кук, управник случаја
- др Шоури Лахири, неуролог
- Елтон Џон
- Кристина Агилера
- Вил Ферел[4]

Поред тога, архивске снимке чине и продуцент DJ Khaled, певачица Келани, новинари Робин Робертс, Џорџ Стефанопулос, Лестер Холт и стилиста Ло Роуч.